# Ophelina opisthobranchia
Ophelina opisthobranchia är en ringmaskart som beskrevs av Axel Wirén 1901. Ophelina opisthobranchia ingår i släktet Ophelina och familjen Opheliidae. Inga underarter finns listade i Catalogue of Life.